# Trồng cây

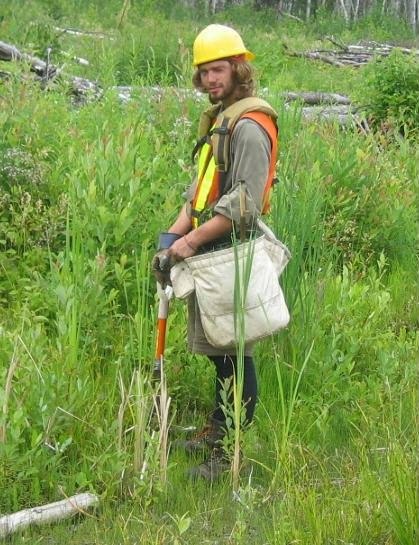
Một người trồng cây ở miền bắc Ontario, Canada.

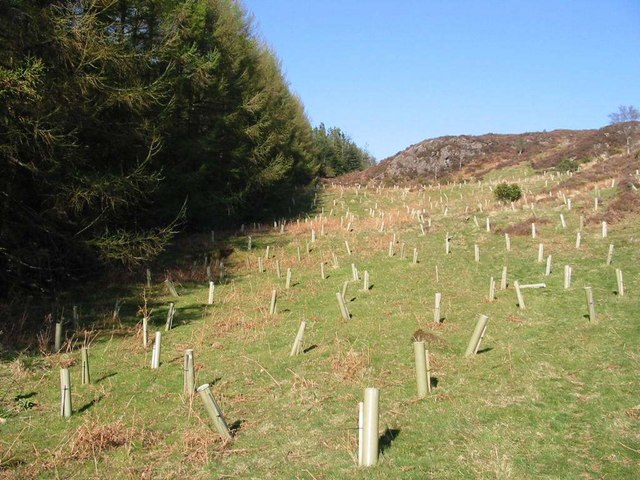
Trồng cây là một khía cạnh của bảo vệ môi trường. Trong mỗi ống nhựa một cây gỗ cứng đã được trồng.

Trồng cây là một quá trình cấy giống cây, thường là cho mục đích lâm nghiệp, cải tạo đất hay cảnh quan. Nó khác với việc cấy ghép những cây lớn trong nghề trồng cây, và chiếm chi phí thấp hơn nhưng chậm hơn và phân bổ hạt ít cân bằng hơn.
Trong lâm học hoạt động này được gọi là trồng rừng, hoặc gây rừng, tùy thuộc vào khu vực được trồng từng có hay không một khu rừng. Nó liên quan đến cây trồng trên một diện tích đất nơi rừng đã được thu hoạch hoặc bị hư hại do hỏa hoạn hoặc bệnh hoặc do côn trùng. Trồng cây được thực hiện ở nhiều nơi khác nhau trên thế giới, và chiến lược này có thể rất khác nhau giữa các quốc gia và vùng lãnh thổ và giữa cá nhân các doanh nghiệp trồng rừng. Trồng cây có căn cứ theo khoa học lâm nghiệp, và nếu thực hiện đúng cách có thể dẫn đến việc hồi sinh thành công một khu vực rừng bị tàn phá. Tái trồng rừng là kết quả từ ngành công nghiệp khai thác rừng cho mục đích thương mại đã phá hủy rừng nguyên sinh ở quy mô lớn, nhưng một khu rừng được trồng ít khi tái tạo được đa dạng sinh học và sự phức tạp của một khu rừng tự nhiên.
Vì cây trồng có thể làm giảm lượng carbon dioxide trong không khí khi chúng lớn lên, trồng cây có thể được sử dụng như một kỹ thuật công nghệ địa lý nhằm loại bỏ CO2 ra khỏi khí quyển.

## Các quốc gia

### Úc
Các cánh rừng của nước Úc đã bị ảnh hưởng nặng nề từ cuộc xâm lược bởi châu Âu và một vài biện pháp đã được thực hiện để hồi phục môi trường thiên nhiên, bởi chính quyền và các cá nhân. Tổ chức Greening Australia là một tổ chức trong nước phi lợi nhuận để thực hiện chiến dịch "National Tree Program" được khởi xướng bởi chính quyền liên bang vào năm 1982. Greening Australia đã hoàn thành cột mốc 1 tỷ cây và đang là một trong những tổ chức chính trong việc trồng cây trong quốc gia.
Công cuộc bảo tồn thiên nhiên ở Úc có được những bước tiến mạnh mẽ thông qua Landcare và các mạng lưới khác. Ngày hội cây xanh quốc gia được tổ chức hàng năm bởi tổ chức Planet Ark vào tuần cuối cùng của tháng bảy, nhằm thúc đẩy cộng đồng trồng 1 triệu cây mỗi năm. Trồng cây cho ngành công nghiệp lấy gỗ là một dự án dài hơi. Việc này tiêu tốn nhiều năm để một cây có thể phát triển đến độ tuổi và kích thước nhằm phù hợp cho ngành công nghiệp về gỗ. Một số cây có thể đạt tới hàng trăm tuổi.
Mỗi năm, các chính quyền địa phương đều tổ chức chương trình "Triệu Cây" khuyến khích sự tham gia của cộng đồng.

### Canada
Hầu hết các dự án trồng cây ở Canada đều được thực hiện bởi các công ty môi trường tư nhân. Những công ty về môi trường cạnh tranh với nhau nhằm đạt được kí kết với các công ty lấy gỗ. Lượng cây mà công ty gỗ được cho phép khai thác ở năm tiếp theo phụ thuộc vào số tiền mà công ty đầu tư vào sự tái trồng rừng và các hành động vì môi trường khác. Việc trồng cây được đáp ứng theo tiêu chuẩn của khách hàng và những người chăm sóc cây được mong đợi có khả năng hiểu biết về tiêu chuẩn chất lượng ở mỗi hợp đồng mà họ làm việc.